# Nefertiti (album)
Nefertiti je hardbopové album, které v roce 1967 nahrál trumpetista Miles Davis společně se svým druhým kvintetem. Je to poslední plně akustické album, které tento kvintet nahrál. Sám Miles není autorem žádné ze skladeb. Album je známé také díky titulní písni Nefertiti, ve které hraje dechová sekce stále dokola jeden motiv bez toho, aby jeden z nástrojů sóloval, zatímco vespod improvizuje rytmická sekce. Tedy přesně naopak než bývá zvykem.
V roce 1968 vystoupalo toto album až na osmé místo amerického albového žebříčku.

## Nástrojové obsazení
- Miles Davis – trumpeta
- Wayne Shorter – tenor saxofon
- Herbie Hancock – piáno
- Ron Carter – kontrabas
- Tony Williams – bicí

## Seznam skladeb
1. „Nefertiti“ (W. Shorter) – 7:52
2. „Fall“ (W. Shorter) – 6:39
3. „Hand Jive“ (T. Williams) – 8:54
4. „Madness“ (H. Hancock) – 7:31
5. „Riot“ (H. Hancock) – 3:05
6. „Pinocchio“ (W. Shorter) – 5:08

Reedice alba obsahuje i alternativní verze skladeb Hand Jive (a to dokonce dvě), Madness and Pinocchio.